# أساكو إيديي
أساكو إيديي (井手上 麻子) (5 مايو 1987 في كاغوشيما في اليابان – )؛ هي لاعبة كرة قدم كانت تلعب كمدافع. ولعبت مع منتخب اليابان لكرة القدم للسيدات.